# Opuna sharpianus
Opuna sharpianus är en insektsart som först beskrevs av George Willis Kirkaldy 1902.  Opuna sharpianus ingår i släktet Opuna och familjen ängsskinnbaggar. Inga underarter finns listade i Catalogue of Life.